# 小久保藩
小久保藩（こくぼはん）は、明治維新期の短期間、上総国天羽郡小久保村（現在の千葉県富津市小久保）に藩庁を置いた藩。1868年に遠江相良藩の田沼家が移封され、1871年の廃藩置県まで存続した。石高は1万石余。
本記事では廃藩後に設置された小久保県（こくぼけん）についても言及する。

## 歴史

### 立藩から廃藩まで
慶応4年/明治元年（1868年）5月、徳川宗家当主徳川家達は新政府から駿府藩主として認められ、70万石の領主として駿河・遠江に入ることとなった。これにともない、駿遠にあった諸藩は房総に移転することとなる。同年9月23日、遠州相良藩主・田沼意尊に、上総国周准郡・天羽郡で新領地を与える辞令が出された。これにより小久保藩が立藩した。
小久保陣屋の建設が着手されたのは明治2年（1869年）という。明治2年（1869年）1月に意尊はまず東京に移り、新領地での居所整備を待った。同年6月24日、版籍奉還により意尊は小久保藩知事に任命される。7月、意尊ははじめて新領地に入ったが、同年12月25日に病死した。意尊は周准郡新御堂村（現在の君津市新御堂）の最勝福寺に葬られた。
家督は養嗣子の田沼意斉が相続し、翌明治3年（1870年）2月25日に小久保藩知事に任命された。
明治3年（1870年）10月、藩立学校「盈進館」が開校した。盈進館では士族子弟の就学を義務付けるとともに平民子弟の入学も許可した。英語教育も行われていたとされる。

### 小久保県
明治4年（1871年）7月14日、廃藩置県によって小久保藩は廃され、小久保県が設置された。明治4年11月13日（グレゴリオ暦1871年12月24日）、第1次府県統合により小久保県は木更津県に統合された。

## 歴代藩主
田沼家
旧譜代、1万1270石
1. 意尊（おきたか）〈従五位下、玄蕃頭〉
2. 意斉（おきなり）〈従五位下〉

最後の藩主（知藩事）となった田沼意斉は大岡忠恕（武蔵岩槻藩主）の子で、意尊の娘・智恵（慶応3年（1867年）生まれ）の入夫となって家督を継いだ。廃藩後の1873年（明治6年）、意斉は田沼家を離れ、智恵が当主（女戸主）となった。1874年（明治7年）に伊達宗城（元伊予宇和島藩主）の六男・忠千代が智恵の入夫となって田沼家当主となるが、1878年（明治11年）に離縁となり、智恵がふたたび当主となった。なお、忠千代は後に滝脇松平家（旧上総桜井藩主家）を継ぎ、滝脇信広を名乗る。
1880年（明治13年）、伏原宣諭（元少納言）の二男・望が智恵と婚姻して田沼家当主となる。1884年（明治17年）、華族令が公布された際、田沼望は子爵に叙された。

## 領地

### 廃藩時点の領地
「旧高旧領取調帳」には下記の8,203石分のみ記載されている。
- 上総国
  - 天羽郡のうち - 7村（旧旗本領3村、前橋藩領1村、安房上総知県事領3村【内訳は旧幕府領1村、旗本領3村】）
  - 周淮郡のうち - 15村（旧旗本領3村、飯野藩領2村、安房上総知県事領13村【内訳は旧幕府領2村、旗本領13村、与力給地1村】）

なお、いずれも相給が存在するため、村数の合計は一致しない。

### 陣屋と陣屋町
天羽郡小久保村は鎌倉時代に創建された真福寺（真言宗智山派。中本寺の寺格を有した）の門前町を形成したという歴史を持つ。村高1400石（旧高旧領取調帳）、家数300（寛政5年（1793年）の上総国村高帳）という大きな村であった。

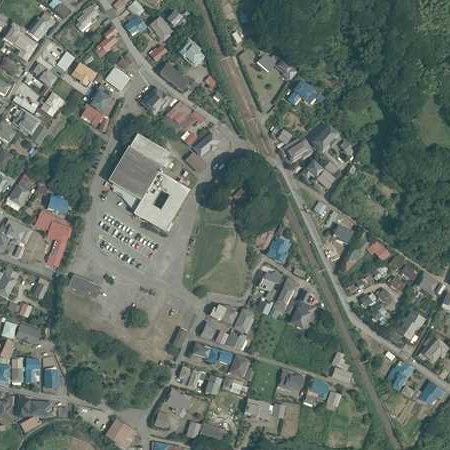
小久保藩陣屋が所在した弁天山古墳周辺の空撮写真（2019年）。大きな建築物は富津市中央公民館。

藩庁・県知事邸・役所や藩校などからなる小久保陣屋は、真福寺から見て小久保川の対岸（北岸）、弁天山古墳の南西麓に造営された。現在の富津市中央公民館周辺であり、現地には「小久保藩陣屋跡」と記された記念碑が建つ。小久保藩士は120戸で、家族や小者を含めて392人であったといい、陣屋の周辺は士族屋敷地で占められていた。
小久保藩の存続期間は4年間であり、小久保も陣屋町として大きく発展したわけではなかった。明治の町村制施行に伴い、小久保は大貫村に含まれることとなった。
明治6年（1873年）11月15日、盈進館跡地に小久保小学校が設立されている。小久保小学校は現在の富津市立大貫小学校の前身である（校地は移転）。